# Blauwe moskee van Tabriz
De Blauwe moskee van Tabriz (Perzisch:مسجد کبود) Masjed-i Kabud, is een beroemde historische moskee in Tabriz in het noordwesten van Iran. De moskee dankt haar naam aan het gebruik van blauwe tegels.
De moskee werd gebouwd in 1465 gedurende de regeerperiode van Jahan Shah, kan van de Kara Koyunlu .
Tijdens een aardbeving in 1778 raakte de moskee zwaar beschadigd. Slechts een iwan (ingang) bleef overeind staan. In het begin van de 20e eeuw werd de moskee gereconstrueerd. Vanaf 1973 vond een grote restauratie plaats.

## Galerij

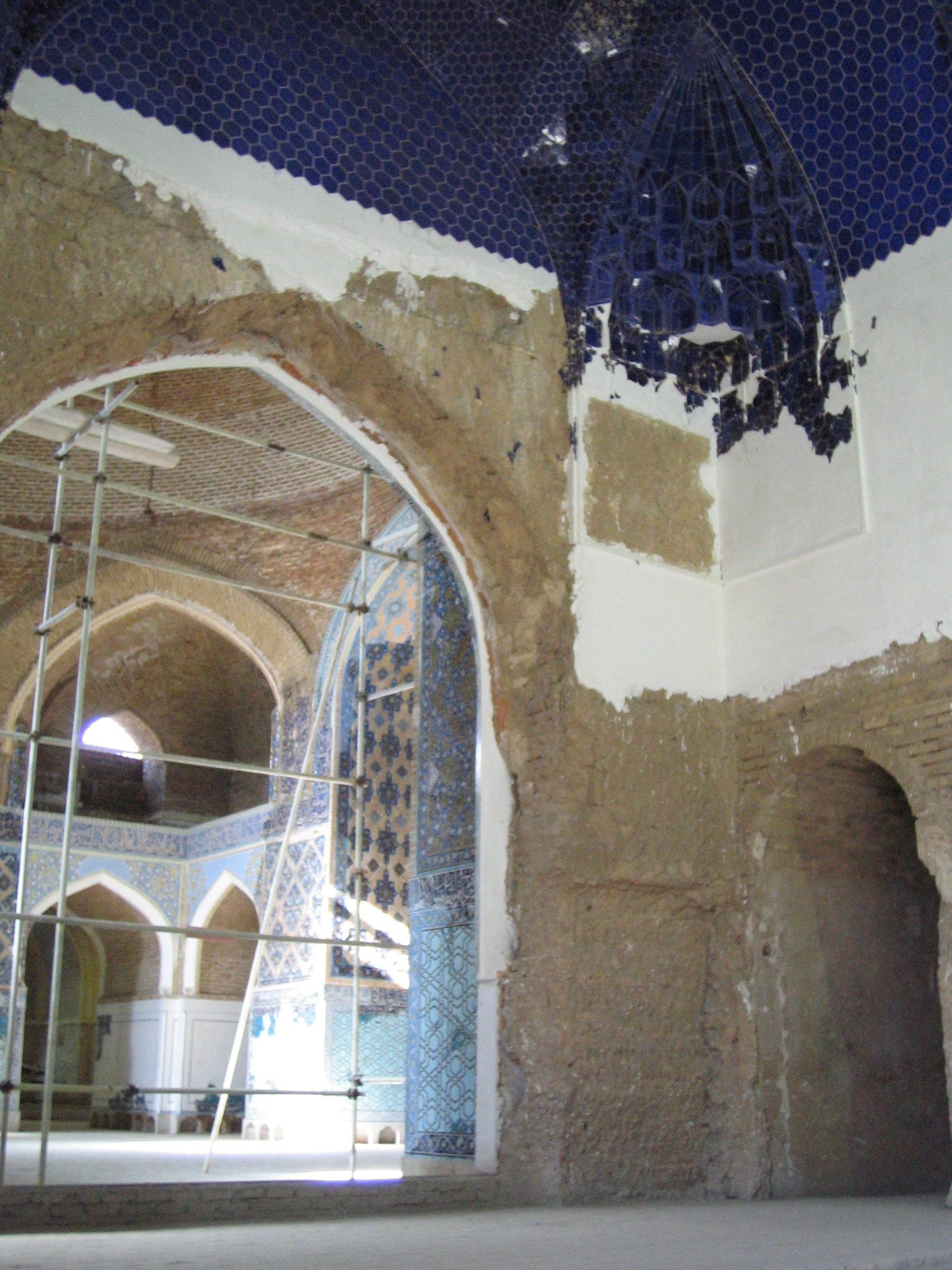
Interieur
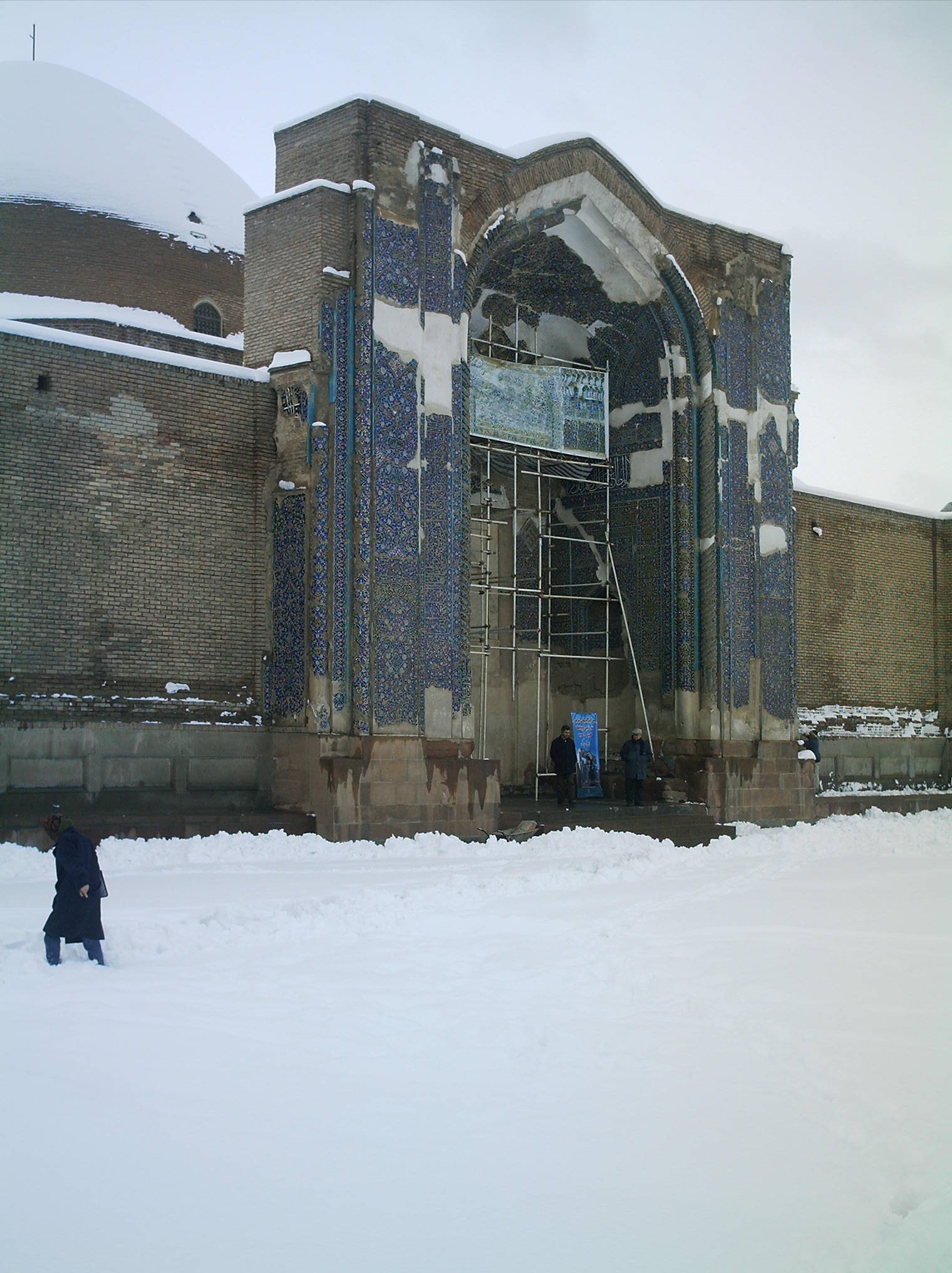
De blauwe moskee in de sneeuw